# میانوویتسه
میانوویتسه (به لاتین: Mianowice) یک روستا در لهستان است که در گمینا دامنگتسا واقع شده‌است. میانوویتسه ۳۱۰ نفر جمعیت دارد.